# برایان اونولان
برایان اونولان (به ایرلندی: Brian Ó Nualláin) (زادهٔ ۵ اکتبر ۱۹۱۱-درگذشتهٔ ۱ آوریل ۱۹۶۶) یک رمان‌نویس و نمایشنامه‌نویس اهل ایرلند بود. او در کنار جیمز جویس و ساموئل بکت از شخصیت‌های اصلی ادبیات ایرلند در قرن بیستم بود. اونولان به‌عنوان یک نویسنده پست‌مدرن تحت‌تأثیر جویس بود. برخی از رمان‌های او مثل سومین پلیس و دو پرنده در شنا که وی آن‌ها را به زبان انگلیسی نوشته با نام مستعار «فلن اوبراین» چاپ شده‌اند.

## آثار
- دو پرنده در شنا (۱۹۳۹)
- ضعیف فقیر (۱۹۴۱)
- زندگی سخت: بازجویی از اسکالور (۱۹۶۲)
- آرشیو دالکی (۱۹۶۴)
- سومین پلیس (۱۹۶۷)